# Darchan Assadilow
Darchan Assadilow (kasachisch Дархан Асаділов, auch: Darkhan Assadilov; * 8. August 1987 in Saryaghasch, Kasachische SSR, Sowjetunion) ist ein kasachischer Karateka. In der Disziplin Kumite gewann der Kasache bereits zahlreiche Medaillen bei Asien- und Weltmeisterschaften sowie eine Bronzemedaille bei den Olympischen Sommerspielen 2020.

## Karriere
Assadilow wurde in Saryaghasch geboren, das im Süden des heutigen Kasachstan nahe der Grenze zu Usbekistan liegt. Im Alter von sieben Jahren begann er mit dem Karatesport und trainierte dabei anfangs in der usbekischen Hauptstadt Taschkent. Später verlagerte Assadilow seinen Trainingsort in die kasachische Großstadt Schymkent.
Im Jahr 2007 wurde Assadilow bei den Junioren-Weltmeisterschaften in Istanbul Fünfter und nahm daraufhin vermehrt an internationalen Wettkämpfen außerhalb des Junioren-Bereichs teil. Bereits im folgenden Jahr nahm der Kasache erstmals an einer Karate-Weltmeisterschaft teil und gewann bei den Wettkämpfen in Tokio überraschend die Silbermedaille in der Gewichtsklasse bis 60 kg. Im Jahr 2009 folgte der Gewinn der Bronzemedaille bei der Asienmeisterschaft in Foshan.
Im Jahr 2010 nahm Assadilow an den Asienspielen 2010 teil. Bei dem Wettkampf am 25. November 2010 gewann der damals 23-Jährige durch einen Sieg über den Jordanier Bashar Al Najjar die Goldmedaille. Weitere bedeutende Erfolge in den folgenden Jahren waren der Gewinn der Silbermedaille bei den Asienmeisterschaften 2011 und 2012 in der Gewichtsklasse bis 60 kg sowie Medaillen im Mannschaftswettbewerb bei den Asienmeisterschaften 2011 und 2013.
Seit der Saison 2016 nimmt Assadilow regelmäßig an Turnieren der Karate 1 Premier League, der renommiertesten Turnierserie im Karatesport, teil. Dabei gelangen ihm zahlreiche Podiumsplatzierungen und Turniersiege. Insbesondere in der Saison 2019 war Assadilow mit fünf Turniersiegen der erfolgreichste Athlet in seiner Gewichtsklasse.
Die Qualifikation für die Olympiapremiere der Sportart Karate gelang Assadilow bereits im März 2020, womit er zu den ersten Athleten gehörte, die vom Karate-Weltverband zu den Olympischen Spielen zugelassen wurden. Nach der Verschiebung der Olympischen Sommerspiele wurden die Wettkämpfe im Kumite bis 67 kg, der niedrigsten olympischen Gewichtsklasse, am 5. August 2021 ausgetragen. Zehn Athleten traten dabei in zwei Fünfergruppen an, wobei sich jeweils die beiden Bestplatzierten der Gruppe für das Halbfinale qualifizierten. Die unterlegenen Karateka in den Halbfinals erhielten beide eine Bronzemedaille, während die Gewinner im Finale um Gold kämpften. Assadilow gewann in der Gruppenphase alle vier Kämpfe jeweils durch einen Punktsieg und zog damit als Gruppenerster in das Halbfinale ein. Dort unterlag er mit 5:2 nach Punkten dem späteren Olympiasieger Steven Da Costa aus Frankreich. Die Niederlage war gleichbedeutend mit dem Gewinn der olympischen Bronzemedaille für Assadilow.